# 扎朵瀑布
24°06′41″N 97°59′14″E / 24.111459°N 97.987313°E

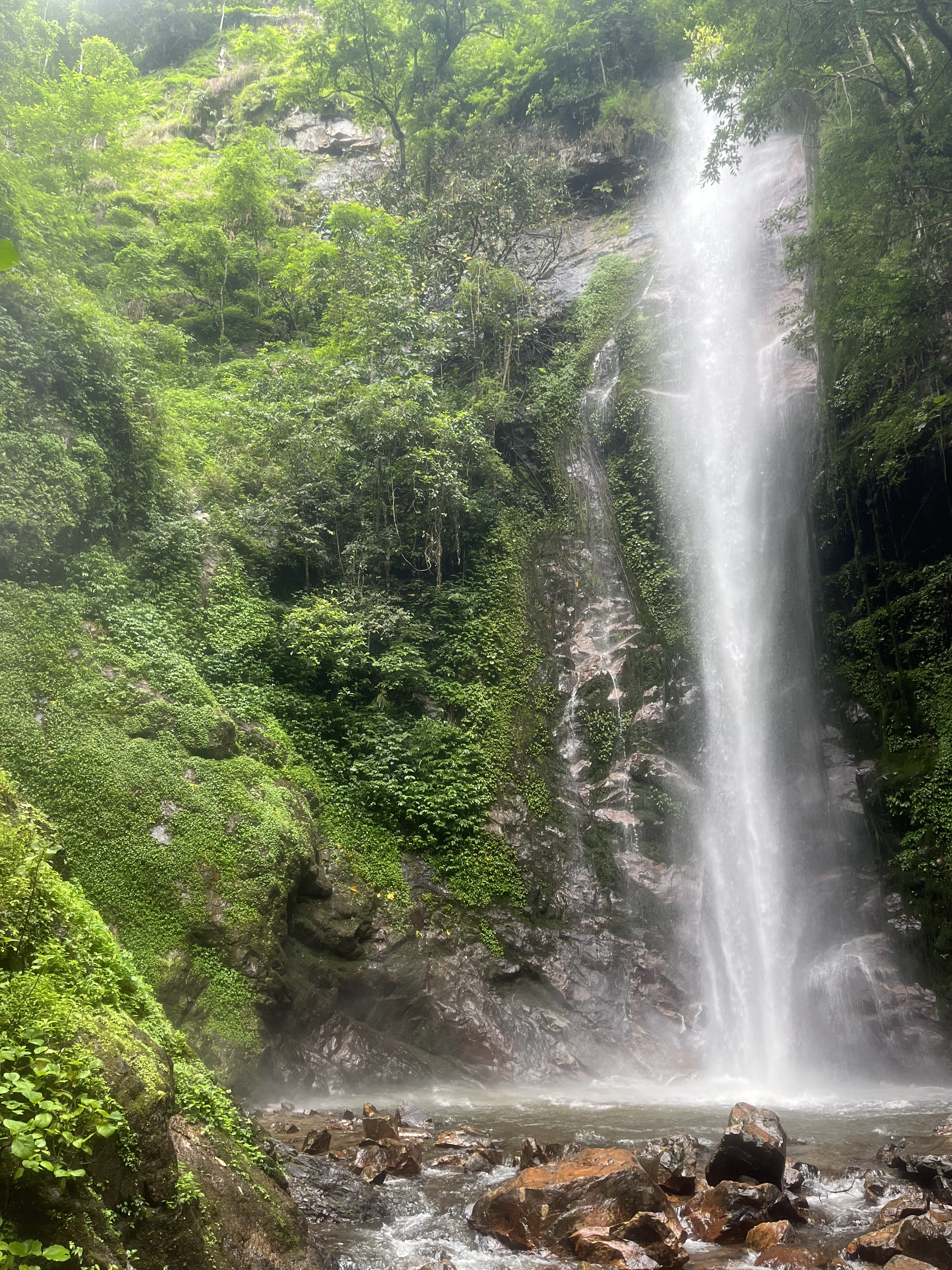
扎朵瀑布

扎朵瀑布（傣那文：ᥘᥛᥳ ᥖᥨᥐᥱ ᥖᥣᥖᥱ ᥓᥣᥐ ᥖᥨᥝᥱ:170，意为“佛脚印瀑布”），又称莫里瀑布，位于中华人民共和国云南省德宏傣族景颇族自治州瑞丽市勐卯镇境内，坐落在瑞丽江支流扎朵河上，位于瑞丽城东17千米。扎朵瀑布是三叠瀑布，总高60米:20，其中第三叠落差最大，高40余米、宽10余米:125。
20世纪90年代开发为“莫里热带雨林景区”，被评为国家4A级旅游景区，是瑞丽江－大盈江国家级风景名胜区的一部分，包含温泉区、花卉区、涉溪区、观瀑区四个区域:326。由于旅游管理混乱，在2017年9月4A级景区资格被摘牌，2019年12月重新评定为3A级景区，2020年8月13复升为4A级景区。